# Metasia eremialis
Metasia eremialis là một loài bướm đêm trong họ Crambidae.